# Dariusz Wolski
Pour les articles homonymes, voir Wolski.
Dariusz Wolski est un directeur de la photographie polonais né en 1956 à Varsovie (Pologne).

## Biographie
Très remarqué pour son travail sur les deux premiers longs métrages réalisés par Alex Proyas au milieu des années 90 (The Crow en 1994 et Dark City en 1998), puis sur les quatre premiers films de la saga Pirates des Caraïbes dans les années 2000, Dariusz Wolski collabore ensuite à deux reprises avec Tim Burton (Sweeney Todd en 2007, et Alice au pays des merveilles en 2010), avant de devenir le directeur de la photo attitré de Ridley Scott depuis Prometheus en 2012.

## Filmographie

### Longs métrages
- 1988 : La Mort des trois soleils (Nightfall) de Paul Mayersberg
- 1991 : Réclusion à mort (Chains of Gold) de Rod Holcomb
- 1993 : Romeo Is Bleeding de Peter Medak
- 1994 : The Crow d'Alex Proyas
- 1995 : USS Alabama (Crimson Tide) de Tony Scott
- 1996 : Le Fan (The Fan) de Tony Scott
- 1998 : Dark City d'Alex Proyas
- 1998 : Meurtre parfait (A Perfect Murder) d'Andrew Davis
- 2001 : Le Mexicain (The Mexican) de Gore Verbinski
- 2002 : Bad Company de Joel Schumacher
- 2003 : Pirates des Caraïbes, la malédiction du Black Pearl (Pirates of the Caribbean: The Curse of the Black Pearl) de Gore Verbinski
- 2005 : Trouble jeu (Hide and Seek) de John Polson
- 2006 : Pirates des Caraïbes : Le Secret du coffre maudit (Pirates des Caraïbes : Le Secret du coffre maudit) de Gore Verbinski
- 2007 : Pirates des Caraïbes : Jusqu'au bout du monde (Pirates of the Caribbean: At Worlds End) de Gore Verbinski
- 2007 : Sweeney Todd de Tim Burton
- 2008 : L'oeil du mal (Eagle Eye) de D. J. Caruso
- 2010 : Alice au pays des merveilles (Alice in Wonderland) de Tim Burton
- 2011 : Pirates des Caraïbes : La Fontaine de jouvence (Pirates of the Caribbean: On Stranger Tides) de Rob Marshall
- 2011 : Rhum express (The Rum Diary) de Bruce Robinson
- 2012 : Prometheus de Ridley Scott
- 2013 : Cartel (The Counselor) de Ridley Scott
- 2014 : Exodus: Gods and Kings de Ridley Scott
- 2015 : Seul sur Mars (The Martian) de Ridley Scott
- 2015 : The Walk : Rêver plus haut (The Walk) de Robert Zemeckis
- 2017 : Alien: Covenant de Ridley Scott
- 2017 : War Machine de David Michôd
- 2017 : Tout l'argent du monde (All the Money in the World) de Ridley Scott
- 2018 : Sicario : La Guerre des cartels (Sicario: Day of the Soldado) de Stefano Sollima
- 2020 : La Mission (News of the World) de Paul Greengrass
- 2021 : Le Dernier Duel (The Last Duel) de Ridley Scott
- 2021 : House of Gucci (House of Gucci) de Ridley Scott
- 2023 : Napoleon de Ridley Scott
- 2024 : To The Moon (Fly Me to the Moon) de Greg Berlanti
- 2025 : Nuremberg de James Vanderbilt

### Courts métrages
- 1989 : American Playhouse: Land of Little Rain d'Evelyn Purcell
- 1990 : Bangles Greatest Hits (vidéo : Eternal Flame) de Tim Pope
- 1992 : Fifteenth Phase of the Moon de Mark Amos Nealey (Téléfilm)
- 1996 : Van Halen: Video Hits Vol. 1 (Vidéo : When It's Love) de Jeremiah S. Chechik
- 2004 : 20th Century Masters: The Best of New Edition - The DVD Collection (Vidéo : If It Isn't Love) de Geoffrey Edwards
- 2005 : Video Hits: Paula Abdul (Vidéo : Forever Your Girl) de David Fincher

### Autres métiers
- 1981 : Death of a Prophet de Woodie King Jr. : chef électricien
- 1983 : The Brass Ring de Bob Balaban : assistant caméraman (téléfilm)
- 1985 : Almost You d'Adam Brooks : caméraman
- 1986 : Parting Glances de Bill Sherwood : assistant caméraman
- 1987 : Cherry 2000 de Steve De Jarnatt : premier assistant caméraman de la troisième équipe
- 2000 : Coyote Girls (Coyote Ugly) de David McNally : réalisateur de la seconde équipe

## Distinction

### Nomination
- Oscars 2021 : Meilleure photographie pour La Mission